# Thienemannimyia
Thienemannimyia is een muggengeslacht uit de familie van de Dansmuggen (Chironomidae).

## Soorten
- T. barberi (Coquillett, 1902)
- T. carnea (Fabricius, 1805)
- T. festiva (Meigen, 1838)
- T. fusciceps (Edwards, 1929)
- T. geijskesi (Goetghebuer, 1934)
- T. laeta (Meigen, 1818)
- T. lentiginosa (Fries, 1823)
- T. norena (Roback, 1957)
- T. northumbrica (Edwards, 1929)
- T. pseudocarnea Murray, 1976
- T. vitellina (Kieffer, 1916)
- T. woodi (Edwards, 1929)